# Cub de butxaca

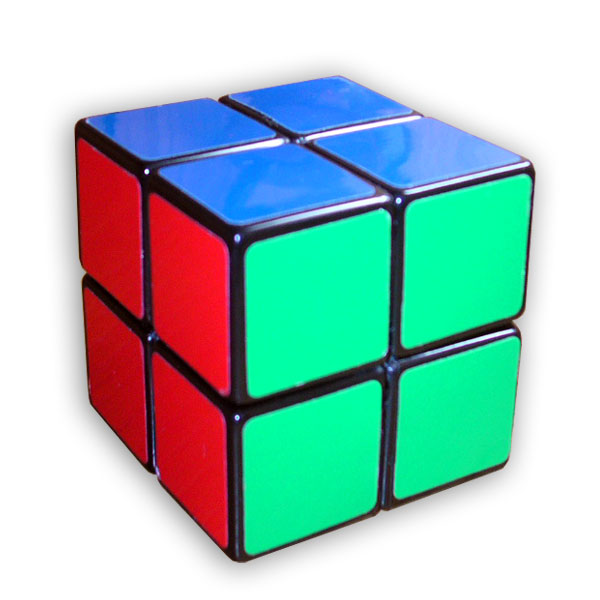
Cub de butxaca resolt

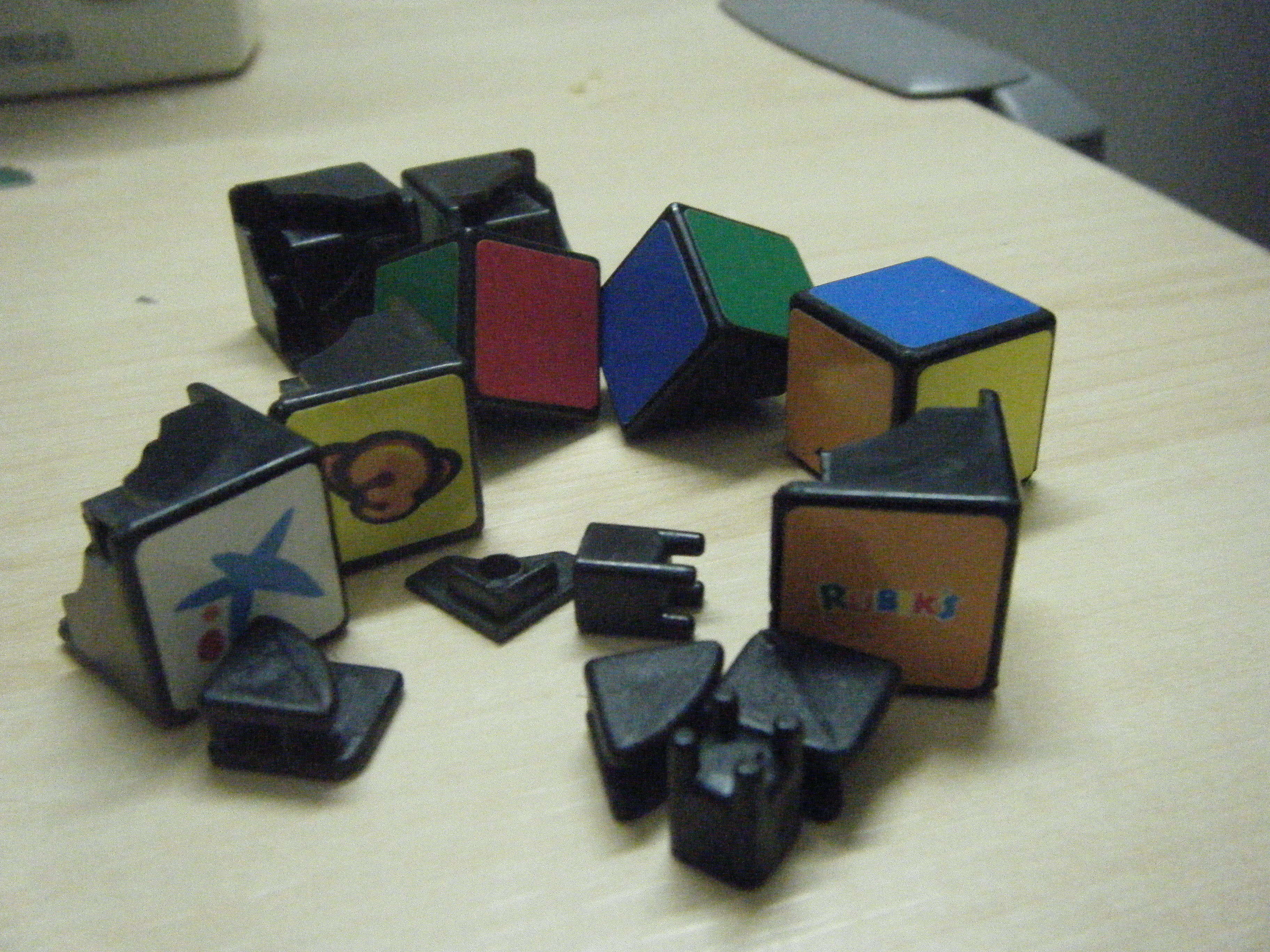
Cub de butxaca desarmat

El cub de butxaca (també conegut com a Minicub, Mini Rubik o Cub de gel) és l'equivalent d'un cub de Rubik però de dimensions 2x2x2. Encara que mecànicament és més complex que el Cub de Rubik, la seva resolució és molt més senzilla, donat que és anàloga a reordenar únicament els vèrtexs d'un cub de Rubik estàndard 3x3x3.
El mètode de resolució més comú per a principiants suposa avançar capa per capa, de manera semblant a como es fa en molts algoritmes per al cub de 3x3x3. Alguns mètodes populars entre cubistes "de velocitat" són els d'Ortega i Guimond, que orienten les dues capes (del cub de 2x2x2) separadament i després permuten fins a ajuntar-ho tot.

## Nombre de configuracions i grau de dificultat
Per a aquest cub existeixen 3.674.160 configuracions possibles, com es justifica a continuació. Qualsevol permutació dels vuit vèrtex és possible (8! possibilitats), i set d'ells poden ser rotats independentment (37 posicions). No hi ha res que caracteritze l'orientació del cub a l'espai, la qual cosa redueix per un factor de 24 (cadascuna de les 6 cares podria ser la base sobre la qual jau el cub, i per a cadascuna d'eixes 6 possibilitats, el cub podria presentar-nos frontalment 4 cares diferents, la qual cosa dona un total de 24 possibilitats). Aquest factor no apareix en calcular les permutacions de N×N×N cubs amb N imparell, donat que eixos puzzles tenen centres fixos que determinen l'orientació espacial del cub. El nombre de possibles configuracions del cub és
{\displaystyle {\frac {8!\times 3^{7}}{24}}=7!\times 3^{6}=3,674,160}
Cal dir que si no haguéssim tingut en compte els factors reductors abans esmentats, hauríem tingut per al nombre de configuracions possibles del cub un límit teòric superior de
(8−1)! 3(8−1) = 11,022,480 possibilitats diferents. Degut a les restriccions que imposa el mecanisme, sols un terç d'elles es poden assolir, cosa que ens dona la quantitat calculada abans (3,674,160 possibilitats).
A efectes pràctics, cada configuració dels vèrtexs del cub de Rubik estàndard (3x3x3) és una solució per al cub de butxaca. Basant-se en la relativament petita quantitat de configuracions possibles, el problema de la resolució pot enfocar-se algorítmicament o fins i tot per força bruta (exploració exhaustiva de l'espai de possibilitats).
El màxim nombre de girs requerit per a resoldre el cub és de fins a 11 girs complets (girs de 180°), o de fins a 14 quarts de gir (girs de 90°).
El nombre f de configuracions que exigeixen n girs complets (girs de 180°) i el nombre q de configuracions o estats que exigeixen n quarts de gir (girs de 90°) són:
| n  | f       | q       |
| -- | ------- | ------- |
| 0  | 1       | 1       |
| 1  | 9       | 6       |
| 2  | 54      | 27      |
| 3  | 321     | 120     |
| 4  | 1847    | 534     |
| 5  | 9992    | 2256    |
| 6  | 50136   | 8969    |
| 7  | 227536  | 33058   |
| 8  | 870072  | 114149  |
| 9  | 1887748 | 360508  |
| 10 | 623800  | 930588  |
| 11 | 2644    | 1350852 |
| 12 | 0       | 782536  |
| 13 | 0       | 90280   |
| 14 | 0       | 276     |

Per als principiants, amb aquest cub, és un poc desconcertant que no hi haja parts fixes (en el cub estàndard de 3x3x3 almenys els centres de les cares són fixes i proporcionen així una "referència"). Un ha de trobar la localització correcta de les peces recombinant i sense poder relacionar-les amb quelcom fixe. Encara que aquest cub (2x2x2) té relativament poques configuracions, a penes es deixa resoldre completament de manera intuïtiva. La segona capa exigeix una o més seqüències que també són necessàries per al cub normal de 3x3x3, així com les cadenes de moviments que ordenen els vèrtexs i els orienten de manera adequada.

## Rècord
El rècord mundial en la resolució del cub de butxaca pertany a Maciej Czapiewski, qui va assolir un temps de resolució de sols 0.49 segons en Grudziądz Open 2016. Per al millor temps mitjà en 5 resolucions, Martin Vædele Egdal té el rècord mundial amb un temps de 1.21 segons aconseguits en Kjeller Open 2018.